# Équateur terrestre

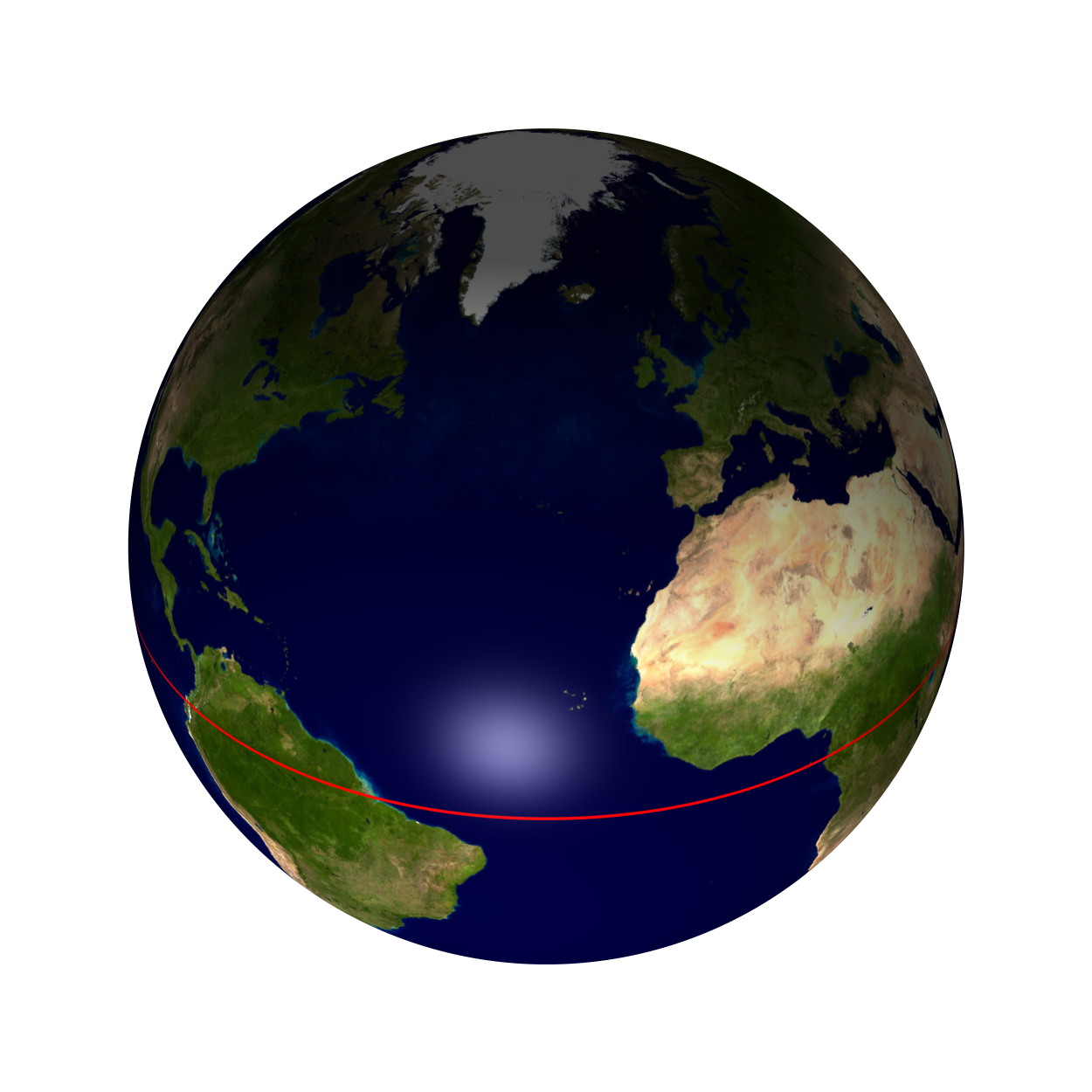
Représentation de l'équateur, en rouge, à la surface de la Terre.

Pour les articles homonymes, voir Équateur.
L'équateur terrestre est un parallèle, une ligne imaginaire tracée autour de la Terre, à mi-chemin de ses pôles. Il marque la séparation entre l'hémisphère nord et l'hémisphère sud. Sa latitude est par définition de zéro degré (angle). Dans le cas où l'on modélise le globe terrestre par une sphère, l'équateur est à la fois une orthodromie et un grand cercle.
Il est également défini comme étant l'intersection de la surface de la Terre avec le plan perpendiculaire à son axe de rotation et contenant son barycentre.

## Géodésie

Mappemonde mettant en évidence l'équateur.

La latitude de l'équateur est égale à 0°. Sa longueur est de 40 074,155 89 km. Il est distant des deux pôles terrestres d'environ 10 002 kilomètres.
La position exacte de l'équateur n'est pas fixe[précision nécessaire]. Le plan équatorial est défini comme perpendiculaire à l'axe de rotation de la Terre. Bien que cet axe soit relativement stable, sa position évolue néanmoins au fil du temps, modifiant du même coup celle de l'équateur. Cet effet est cependant très faible.

## Longueur
L'équateur terrestre est modélisé dans deux systèmes standards sous la forme d'un cercle de rayon possédant un nombre entier de mètres. En 1976, l'Union astronomique internationale standardise ce rayon à 6 378 140 m, valeur ensuite affinée à 6 378 137 m par l'Union géodésique et géophysique internationale et adoptée pour le système géodésique WGS 84. Dans ces modèles, la longueur de l'équateur est égale à 2π fois la longueur de ce rayon, dit équatorial, soit 40 075 035 m dans le premier cas et 40 075 017 m dans le deuxième.

## Effets astronomiques
Au cours d'une année, le Soleil passe directement au zénith de l'équateur deux fois, lors des équinoxes de mars et de septembre. Les lieux situés sur l'équateur connaissent les levers et couchers de soleil les plus rapides du monde. Il s'agit également des endroits du globe où le Soleil se déplace directement du zénith au nadir, et inversement. En théorie, ils connaissent une durée de jour et de nuit constante de 12 heures toute l'année. Cependant, du fait de la réfraction atmosphérique et de la taille du soleil, ces durées varient de quelques minutes.
Les horaires de lever et de coucher de soleil à l'équateur ne suivent pas les variations rencontrées sur des latitudes plus tempérées : ils adviennent de plus en plus tôt de mi-février à mi-mai, deviennent plus tardifs entre mi-mai et fin-juillet avant de se produire à de plus en plus tôt jusqu'au début de novembre, puis de plus en plus tard jusqu'à la mi-février. Ces variations n'excèdent pas une demi-heure, toutefois.
Début novembre correspond donc à la période ou ils surviennent le plus tôt, suivie de quelques minutes par la mi-mai, tandis que mi-février correspond à la période ou ils surviennent le plus tard, suivie de quelques minutes par la fin-juillet.
La nuit, toutes les étoiles traversent le ciel d'est en ouest, traçant un demi-cercle centré au point le plus au sud ou le plus au nord de l'horizon.

## Effets physiques
Dans les attractions touristiques situées sur la ligne de l'équateur terrestre, on fait la démonstration que dans un évier, l'eau se vide sans être déviée par la force de Coriolis et que le sens de rotation change, si on se déplace de quelques mètres. Il s'agit d'un trucage, car la force de Coriolis due à la rotation du globe terrestre est trop faible pour avoir le temps d'influer sur le sens de rotation de l'écoulement de l'eau dans un lavabo qui se vide.

## Climat
Entre l'équinoxe de printemps et celui d'automne, les latitudes au nord du tropique du Cancer sont inclinées vers le Soleil, c'est donc l'été dans l'hémisphère nord. Dans l'hémisphère sud, la situation est inversée : les latitudes au sud du tropique du Capricorne sont inclinées vers le Soleil entre l'équinoxe d'automne et celle de printemps.
Les climats régnant dans les zones situées à proximité immédiate de l'équateur se regroupent sous le terme climat équatorial (deux saisons humides). On parle de climat tropical aux environs des tropiques dans lequel on distingue deux saisons : une saison sèche et une saison humide. Toutefois, les climats varient en fonction de nombreux facteurs comprenant l'altitude et la proximité d'une étendue d'eau ou de reliefs.
Les eaux deviennent trop chaudes pour nombre d’espèces de poissons du fait du réchauffement climatique et de canicule océanique, étant de plus en plus fréquentes. Le nombre d’espèces vivant dans cette zone aurait chuté de 30 % entre le début des années 1980 et le début des années 2020.

## Pays traversés

### Généralités

Carte du monde mettant en évidence les pays traversés par l'équateur.

Sur Terre, l'équateur coupe principalement des océans, seuls 20 % environ de sa longueur étant situés sur des terres émergées.
Le point le plus élevé situé à l'équateur est situé sur le flanc sud du volcan Cayambe, en Équateur, à 4 690 m au-dessus du niveau de la mer (0° 00′ 00″ N, 77° 59′ 31″ O, le volcan culminant à 5 790 m d'altitude). Ce point étant le seul situé légèrement au-dessus de l'altitude nécessaire pour les neiges éternelles à cette latitude, il s'agit du seul endroit de l'équateur où la neige existe au sol toute l'année.
Les 11 pays traversés par l'équateur sont, en partant de 0° de longitude, les suivants :

### Afrique
L'équateur traverse sept pays africains :
- Sao Tomé-et-Principe : l'équateur traverse l'île de Rolas, un îlot situé à 5 km au sud de l'île de São Tomé[3] ; une borne marque d'ailleurs son passage ; São Tomé-et-Príncipe (0°N 6°E) a en outre la particularité d'être également proche du méridien de Greenwich ;
- Gabon ;
- République du Congo (notamment la ville de Makoua) ;
- République démocratique du Congo ;
- Ouganda ;
- Kenya ;
- Somalie.

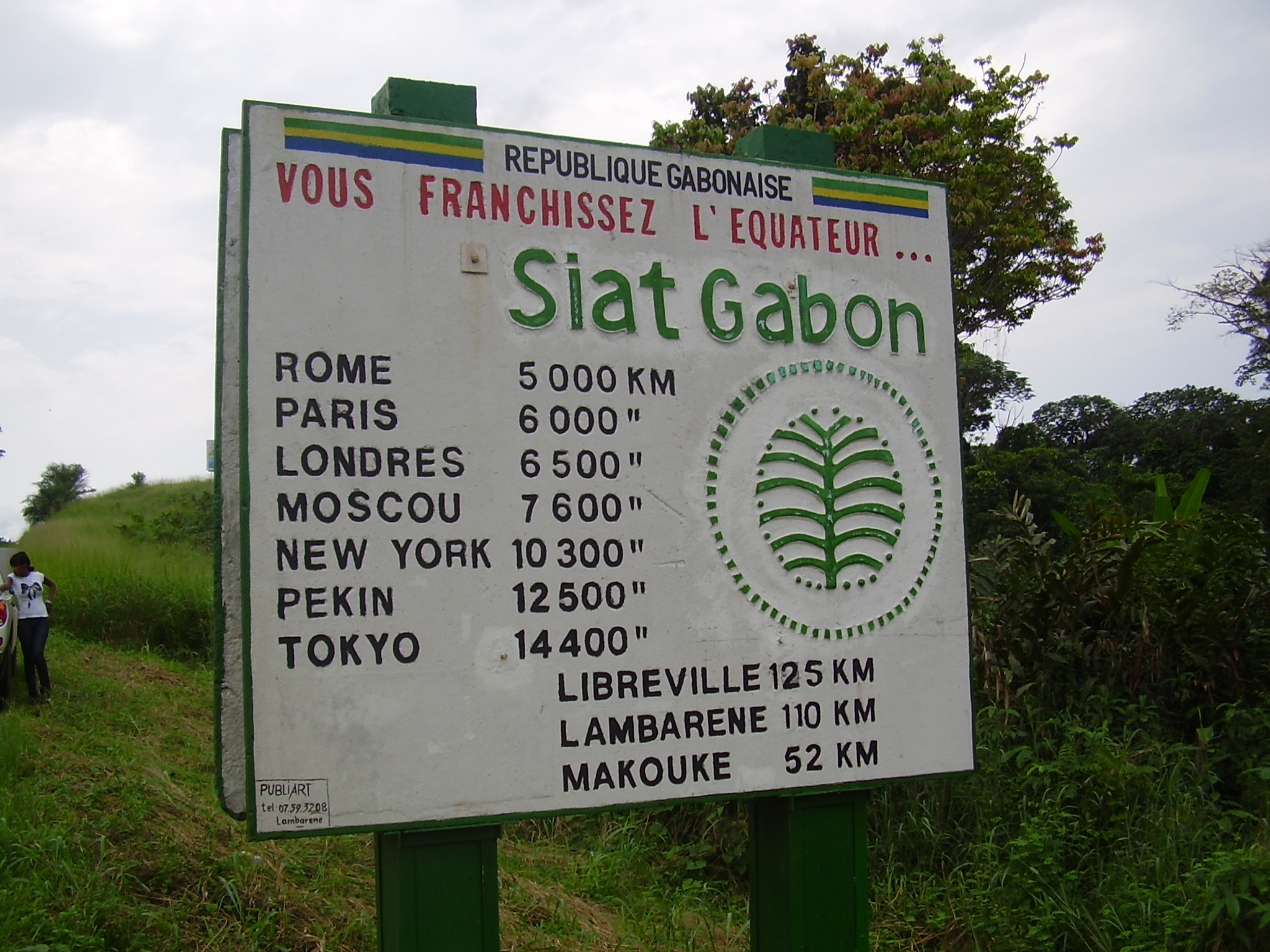
Gabon
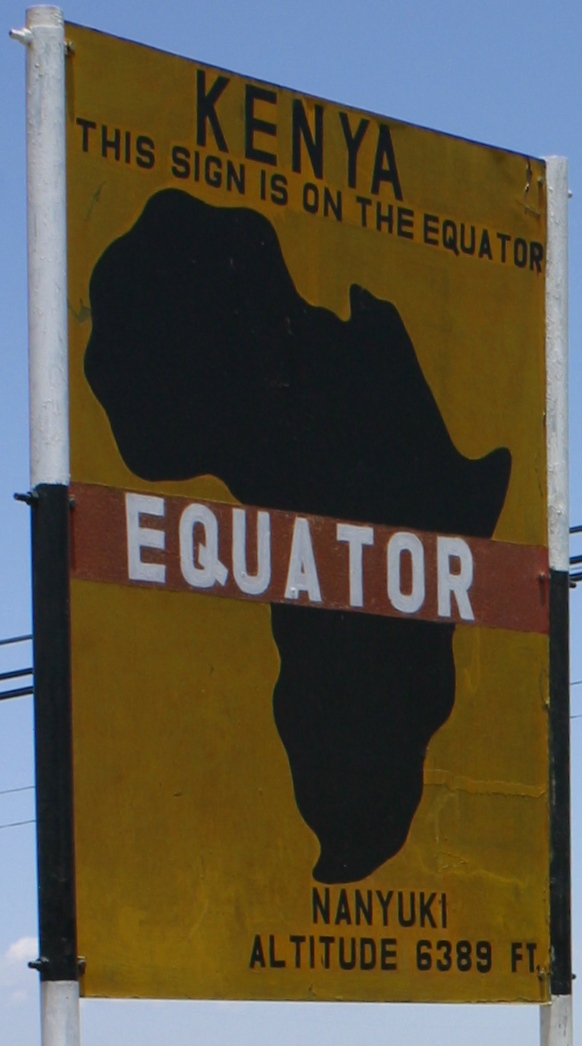
Kenya

### Asie
L'équateur ne traverse qu'un seul pays asiatique :
- Indonésie, aux emplacements géographiques suivants :
  - Îles Batu :
    - Lorang,
    - Marit
    - Tanahmasa[4],

  - Sumatra,
  - Lingga, à l'est de Sumatra[5],
  - Bornéo,
  - Célèbes,
  - dans l'archipel des Moluques du Nord :
    - Kayoa, une île à l'ouest d'Halmahera (l'équateur semble couper également quelques îlots à l'ouest de Kayoa),
    - Halmahera, l'île principale,
    - Gebe, à une centaine de kilomètres à l'est d'Halmahera,

  - Kawe, île du Nord-Ouest de la Papouasie occidentale[6].

Aux Maldives, l'équateur passe dans le bras de mer entre l'atoll de Suvadiva et l'île de Fua Mulaku, au sud de l'archipel.

### Océanie
Aucune terre n'est traversée par l'équateur en Océanie :
- aux Kiribati, l'équateur passe une première fois au plus près entre les îles Aranuka et Nonouti, dans l'archipel des îles Gilbert ;
- au sud de l'île Baker, dans sa zone économique exclusive ;
- aux Kiribati une deuxième fois, dans la zone économique exclusive au nord des îles Phœnix ;
- au nord de l'île Jarvis, là encore dans sa zone économique exclusive ;
- aux Kiribati une troisième fois, dans l'archipel des îles de la Ligne, entre les îles Christmas et Malden.

### Amérique du Sud

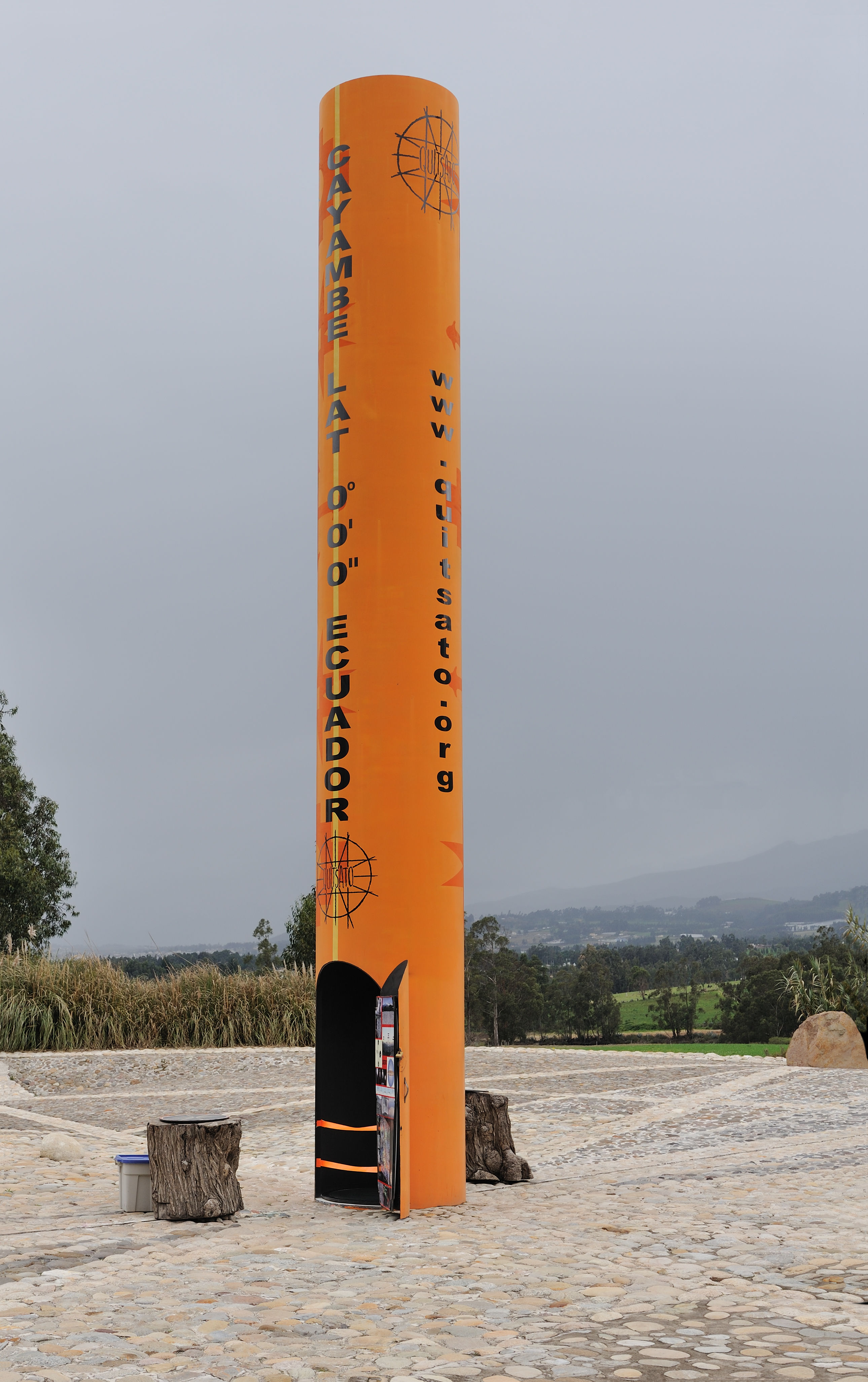
Totem sur la ligne de l'équateur en Équateur, près du volcan Cayambe.

L'équateur traverse trois pays sud-américains :
- Équateur :
  - dans les îles Galápagos, il traverse le Nord-Est de l'île Isabela, l'île la plus vaste de l'archipel,
  - dans le pays continental, à environ 20 km au nord de sa capitale Quito ;
- Colombie ;
- Brésil :
  -  Amazonas
  -  Roraima
  -  Pará
  -  Amapá : dans sa capitale Macapá, passe par le stade Zerão et le monument Marco Zero.

Le point le plus au nord du Pérou n'est situé qu'à quelques kilomètres au sud de l'équateur.

### Récapitulatif
Le tableau ci-dessous résume les différentes zones traversées par le parallèle de l'équateur terrestre :
| Zone traversée                                                                                       | Début                                                                                                | Fin                                                                                                  | Longueur (km) |
| --- | --- | --- | ------------- |
| Océan Atlantique                                                                                     | 0° 00′ S, 49° 01′ O                                                                                  | 0° 00′ S, 6° 31′ E                                                                                   | 6 182         |
| Sao Tomé-et-Principe (île de Rolas)                                                                  | 0° 00′ S, 6° 31′ E                                                                                   | 0° 00′ S, 6° 31′ E                                                                                   | 1             |
| Océan Atlantique                                                                                     | 0° 00′ S, 6° 31′ E                                                                                   | 0° 00′ S, 9° 21′ E                                                                                   | 314           |
| Afrique                                                                                              | 0° 00′ S, 9° 21′ E                                                                                   | 0° 00′ S, 42° 54′ E                                                                                  | 3 735         |
| Océan Indien                                                                                         | 0° 00′ S, 42° 54′ E                                                                                  | 0° 00′ S, 98° 12′ E                                                                                  | 6 156         |
| Indonésie (îles Batu, Lorang)                                                                        | 0° 00′ S, 98° 12′ E                                                                                  | 0° 00′ S, 98° 13′ E                                                                                  | 2             |
| Océan Indien                                                                                         | 0° 00′ S, 98° 13′ E                                                                                  | 0° 00′ S, 98° 14′ E                                                                                  | 2             |
| Indonésie (Îles Batu)                                                                                | 0° 00′ S, 98° 14′ E                                                                                  | 0° 00′ S, 98° 15′ E                                                                                  | 2             |
| Océan Indien                                                                                         | 0° 00′ S, 98° 15′ E                                                                                  | 0° 00′ S, 98° 19′ E                                                                                  | 7             |
| Indonésie (îles Batu, Tanahmasa)                                                                     | 0° 00′ S, 98° 19′ E                                                                                  | 0° 00′ S, 98° 24′ E                                                                                  | 9             |
| Océan Indien                                                                                         | 0° 00′ S, 98° 24′ E                                                                                  | 0° 00′ S, 99° 41′ E                                                                                  | 143           |
| Indonésie (Sumatra)                                                                                  | 0° 00′ S, 99° 41′ E                                                                                  | 0° 00′ S, 103° 48′ E                                                                                 | 458           |
| Détroit de Malacca                                                                                   | 0° 00′ S, 103° 48′ E                                                                                 | 0° 00′ S, 104° 29′ E                                                                                 | 76            |
| Indonésie (Lingga)                                                                                   | 0° 00′ S, 104° 29′ E                                                                                 | 0° 00′ S, 104° 35′ E                                                                                 | 11            |
| mer de Chine méridionale                                                                             | 0° 00′ S, 104° 35′ E                                                                                 | 0° 00′ S, 109° 09′ E                                                                                 | 508           |
| Indonésie (Bornéo)                                                                                   | 0° 00′ S, 109° 09′ E                                                                                 | 0° 00′ S, 117° 31′ E                                                                                 | 931           |
| détroit de Macassar                                                                                  | 0° 00′ S, 117° 31′ E                                                                                 | 0° 00′ S, 119° 40′ E                                                                                 | 240           |
| Indonésie (Célèbes)                                                                                  | 0° 00′ S, 119° 40′ E                                                                                 | 0° 00′ S, 119° 44′ E                                                                                 | 7             |
| détroit de Macassar                                                                                  | 0° 00′ S, 119° 44′ E                                                                                 | 0° 00′ S, 119° 52′ E                                                                                 | 15            |
| Indonésie (Sulawesi)                                                                                 | 0° 00′ S, 119° 52′ E                                                                                 | 0° 00′ S, 120° 05′ E                                                                                 | 24            |
| mer des Moluques                                                                                     | 0° 00′ S, 120° 05′ E                                                                                 | 0° 00′ S, 127° 24′ E                                                                                 | 814           |
| Indonésie (Kayoa)                                                                                    | 0° 00′ S, 127° 24′ E                                                                                 | 0° 00′ S, 127° 27′ E                                                                                 | 6             |
| mer des Moluques                                                                                     | 0° 00′ S, 127° 27′ E                                                                                 | 0° 00′ S, 127° 41′ E                                                                                 | 26            |
| Indonésie (Halmahera)                                                                                | 0° 00′ S, 127° 41′ E                                                                                 | 0° 00′ S, 127° 53′ E                                                                                 | 22            |
| Océan Pacifique                                                                                      | 0° 00′ S, 127° 53′ E                                                                                 | 0° 00′ S, 129° 20′ E                                                                                 | 161           |
| Indonésie (Gebe Umera)                                                                               | 0° 00′ S, 129° 20′ E                                                                                 | 0° 00′ S, 129° 22′ E                                                                                 | 4             |
| Océan Pacifique                                                                                      | 0° 00′ S, 129° 22′ E                                                                                 | 0° 00′ S, 130° 05′ E                                                                                 | 80            |
| Indonésie (Kawe)                                                                                     | 0° 00′ S, 130° 05′ E                                                                                 | 0° 00′ S, 130° 08′ E                                                                                 | 6             |
| Océan Pacifique                                                                                      | 0° 00′ S, 130° 08′ E                                                                                 | 0° 00′ S, 91° 36′ O                                                                                  | 15 392        |
| Équateur (îles Galápagos, Isabela)                                                                   | 0° 00′ S, 91° 36′ O                                                                                  | 0° 00′ S, 91° 13′ O                                                                                  | 43            |
| Océan Pacifique                                                                                      | 0° 00′ S, 91° 13′ O                                                                                  | 0° 00′ S, 80° 07′ O                                                                                  | 1 236         |
| Amérique du Sud                                                                                      | 0° 00′ S, 80° 07′ O                                                                                  | 0° 00′ S, 49° 01′ O                                                                                  | 3 462         |
| Longueur totale de ce parallèle (cumul des longueurs partielles dans les zones traversées ci-dessus) | Longueur totale de ce parallèle (cumul des longueurs partielles dans les zones traversées ci-dessus) | Longueur totale de ce parallèle (cumul des longueurs partielles dans les zones traversées ci-dessus) | 40 075        |
| Longueur totale sur terres (21,77 %)                                                                 | Longueur totale sur terres (21,77 %)                                                                 | Longueur totale sur terres (21,77 %)                                                                 | 8 723         |
| Longueur totale sur océans (78,23 %)                                                                 | Longueur totale sur océans (78,23 %)                                                                 | Longueur totale sur océans (78,23 %)                                                                 | 31 352        |

## Monuments
Le passage de l'équateur a conduit à l'édification de plusieurs monuments autour de la planète :
- sur l'îlot de Rolas, dans l'archipel de Sao Tomé-et-Principe, il est marqué au sol sous la forme d'une mosaïque représentant une carte du monde ;
- en Indonésie, à Pontianak sur l'île de Bornéo ;
- en Équateur, le monument est situé à une vingtaine de kilomètres au nord de Quito et a été baptisé Mitad del Mundo en français : « Milieu du monde » ;
- au Brésil, le monument situé à Macapá s'appelle Marco Zero en français : « Marque zéro ».

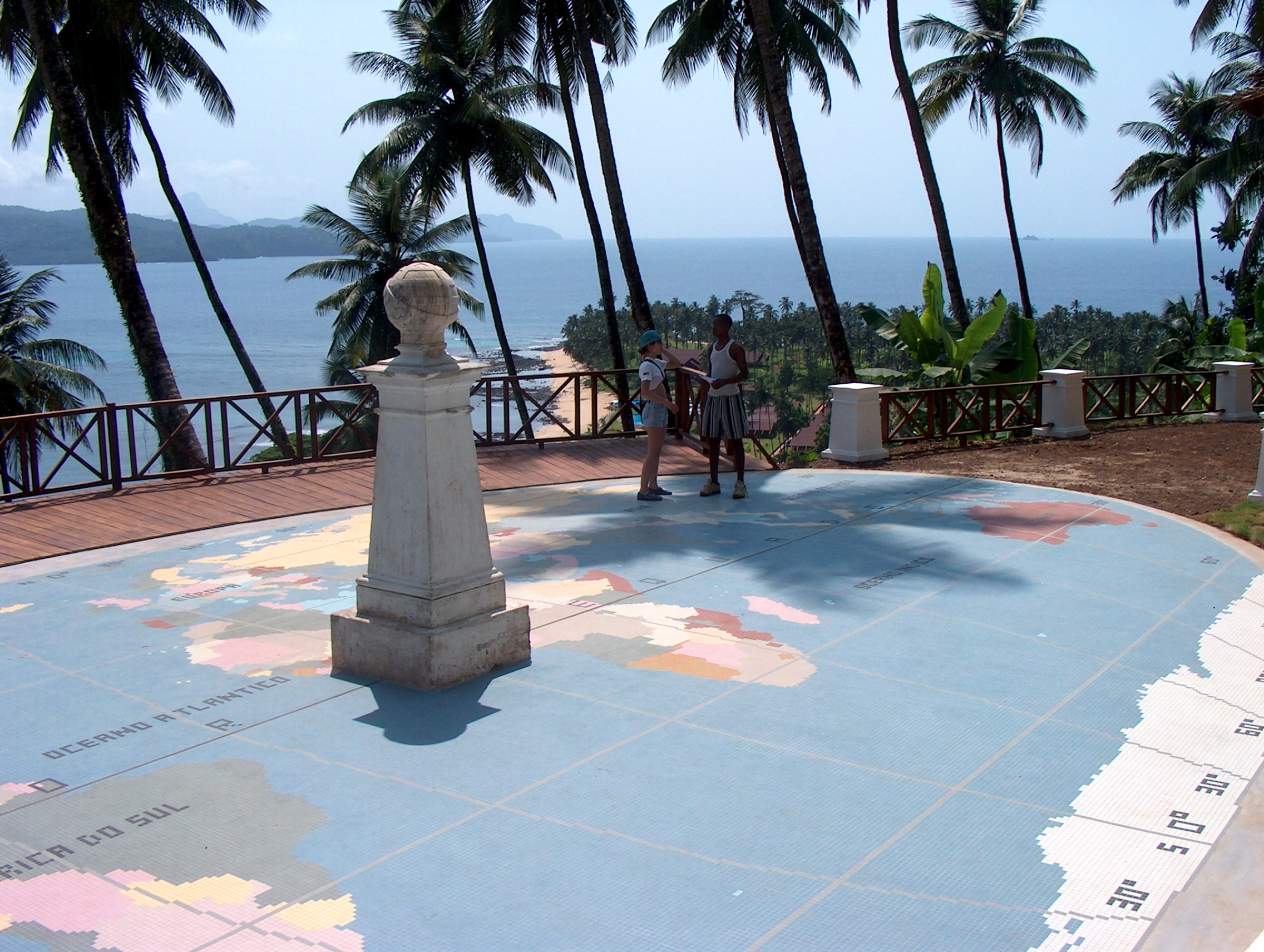
Indication du passage de l'équateur sur l'îlot de Rolas, Sao Tomé-et-Principe.
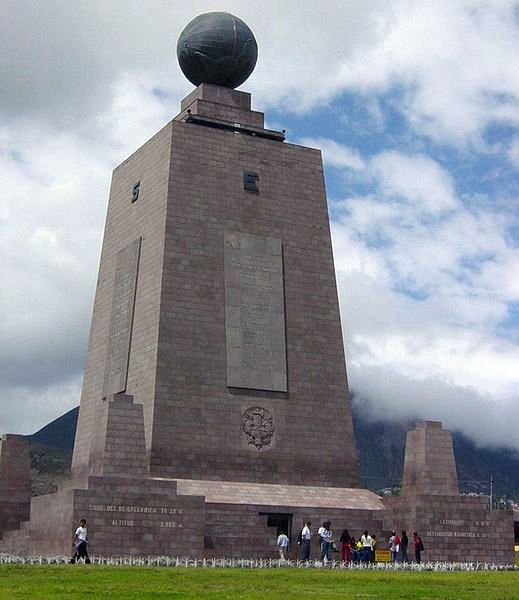
Mitad del Mundo, San Antonio de Pichincha, Équateur.
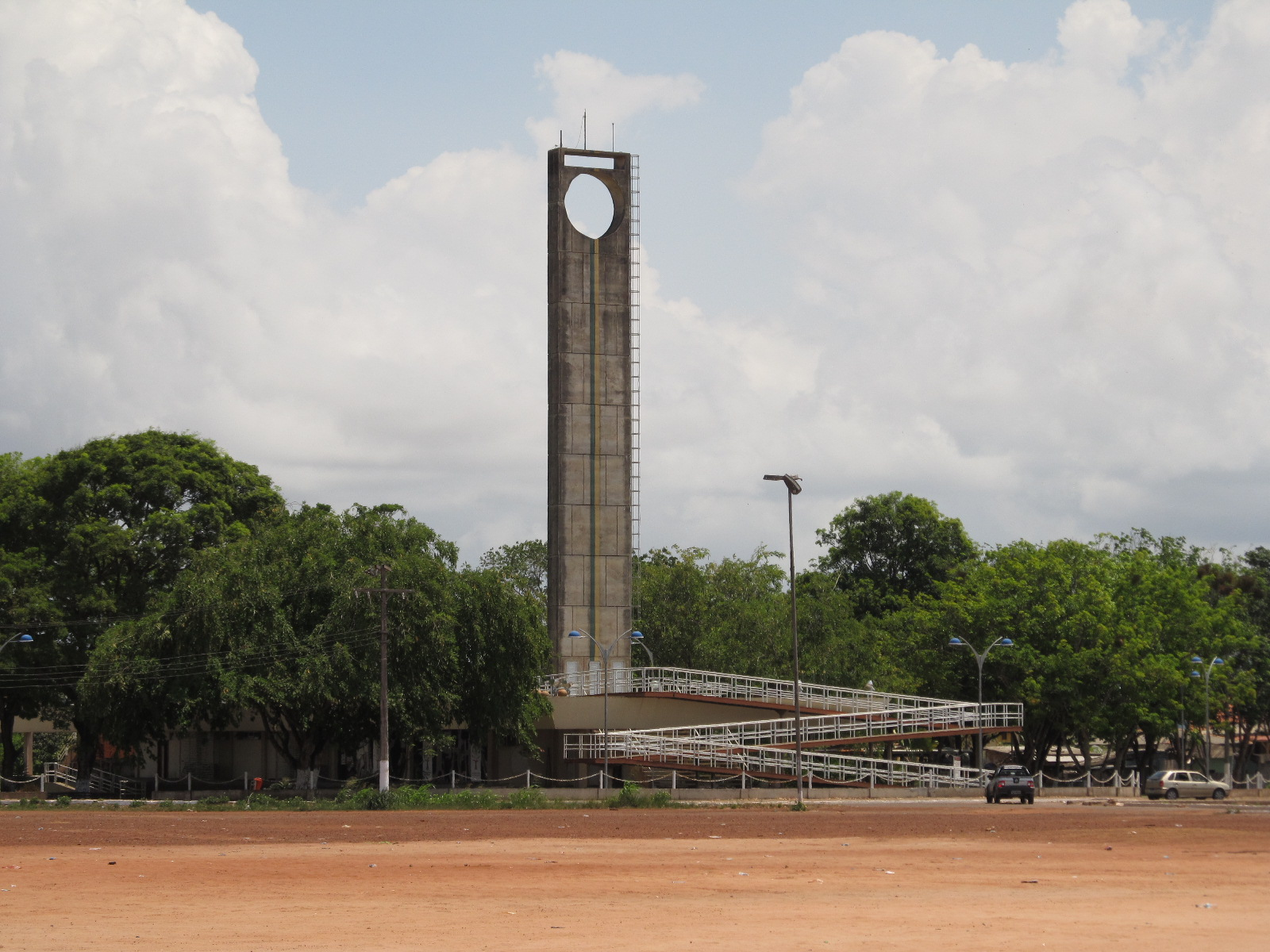
Marco Zero à Macapá, au Brésil.

## Renflement équatorial
La rotation d'un objet céleste sur lui-même induit une déformation de sa forme qu'il n'aurait pas s'il ne tournait pas. Ainsi - à cause de la force centrifuge - un objet sphérique en rotation (une planète, par exemple) se déforme en un ellipsoïde, possédant un renflement au niveau de son équateur et un aplatissement au niveau des pôles.
Cette différence par rapport à la sphéricité ou aplatissement est une caractéristique physique de chaque planète (0,589 % pour Mars par exemple).
La Terre est modélisée de façon standard par une sphère aplatie de 0,336 % le long de son axe de rotation. En conséquence, l'équateur est de 0,168 % plus long qu'un méridien.
Dans le standard WGS 84, la longueur d'un méridien (sous la forme d'un grand cercle) est de 40 007 862,917 m, contre 40 075 016,686 m pour l'équateur, soit une différence de 67 153,769 m, environ 67,154 km.
Un rayon terrestre allant du centre de la Terre à l'un des pôles est donc 21,36 km plus court (6 356,78 km), qu'un rayon reliant le centre de la planète à l'équateur (6 378,14 km) .
Une conséquence de ce « bourrelet équatorial » est que le point le plus haut sur Terre mesuré du centre géométrique à l'extérieur, est le sommet du volcan Chimborazo dans les Andes en Équateur et non pas l'Everest dans l'Himalaya.

## Bases spatiales
La vitesse de rotation d'un point à la surface de la Terre est maximale à l'équateur (environ 465 m/s), ce qui rend cette zone intéressante économiquement pour le lancement de charges utiles spatiales. Trois sites de lancement se trouvent particulièrement proches de l'équateur : le centre de lancement d'Alcântara (latitude 2,3°S), la plate-forme San Marco (2,9°S) et le centre spatial guyanais (5,2°N).

## Équateur céleste
En astronomie, l'équateur céleste est la projection de l'équateur terrestre sur la sphère céleste.

## Passage de la ligne

### En bateau
Une très ancienne tradition de marins, veut que le passage de l'équateur donne lieu à un simulacre de baptême, empreint de paganisme, pour tous ceux qui franchissent la ligne pour la première fois. Cette joyeuse cérémonie, qu'on pourrait qualifier de bizutage, est présidée par un marin déguisé en Neptune, assisté de tritons, naïades, etc.
Le capitaine Gustave Kanappe, en route vers la Nouvelle-Calédonie, traverse cette ligne pour la première fois le 28 décembre 1878. Il parle dans une lettre à sa femme du baptême de la ligne auquel il participe : « Tambours et clairons annoncent l'arrivée du Père la ligne et de son cortège qui défilent sur le pont du navire. C'est d'abord un sauvage conduisant l'ours tenu en laisse qui symbolise la constellation avec laquelle les marins trouvent le Nord dans notre hémisphère. Le matelot qui figure l'ours étouffe sous son accoutrement, les sauvages, eux, sont nus, ils se sont simplement noirci le corps. Le Père la ligne est en astronome armé d'un trident, viennent enfin des prêtres, et de faux officiers de marine à qui les vrais vont céder leur place, qui vont commander à bord le temps de leur petit farce. Il y a aussi des sapeurs armés de haches, des marmitons portant de la farine, des décrotteurs avec du cirage, des gendarmes qui auront pour mission d'amener de force ceux qui ne voudraient pas se laisser faire de bonne volonté ».

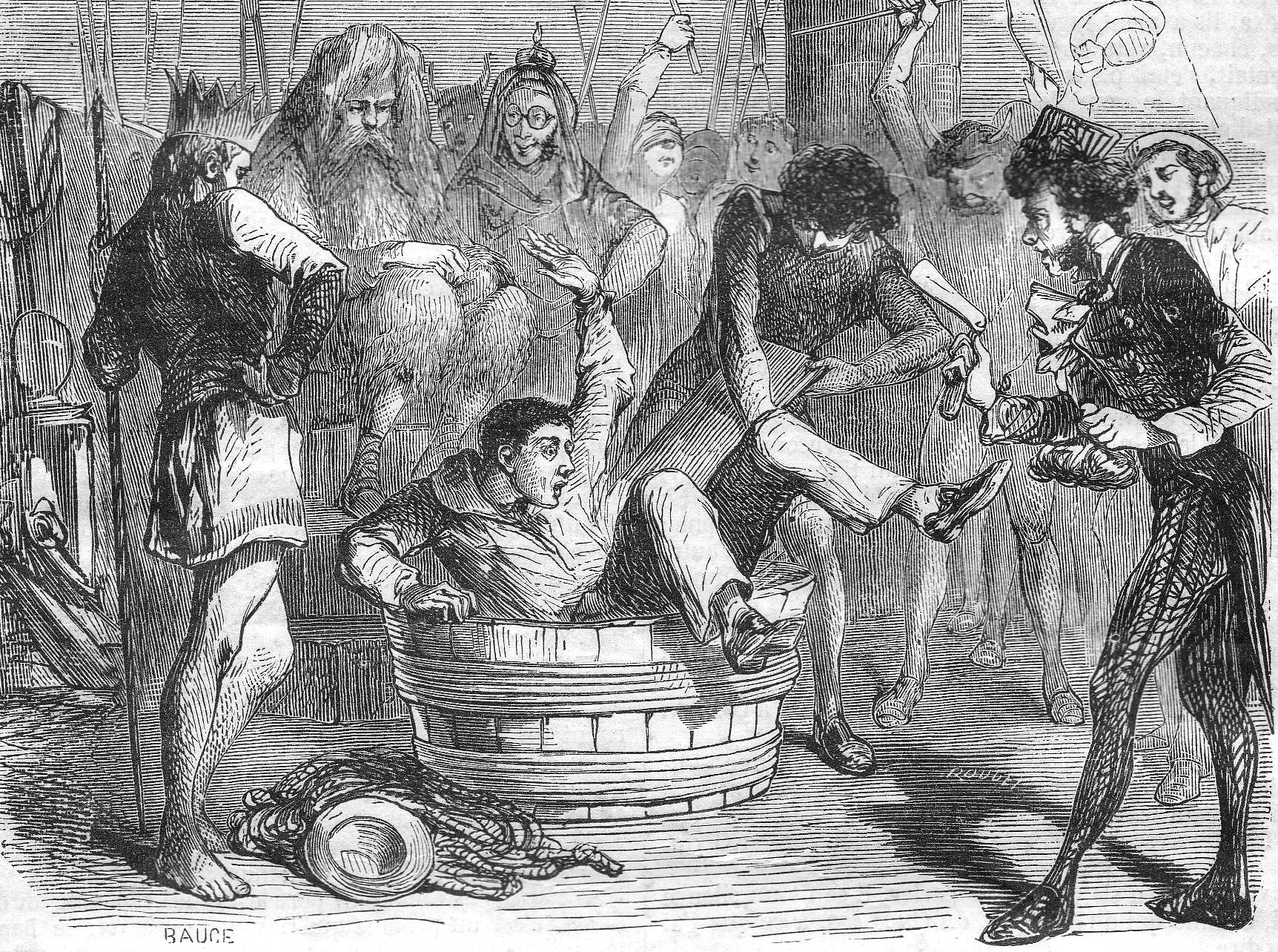
Baptême de passage de la ligne, illustration de J.A. Beaucé parue dans la revue La Lecture du 20 mai 1857.
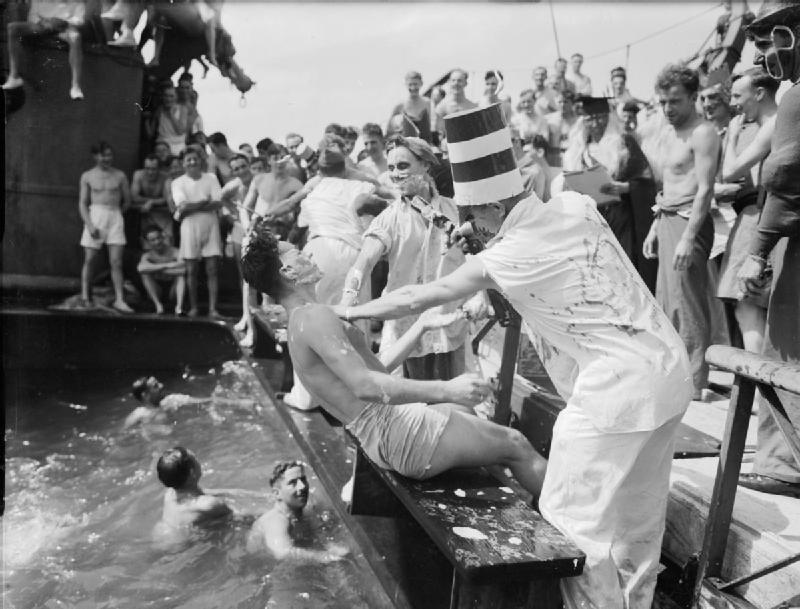
Dans la Royal Navy, en août 1941, cérémonie de passage de la ligne à bord du transport de troupes SS Empress of Australia participant à un convoi de troupes africaines. Les initiés sont jetés à l'eau par les « ours », après avoir été rasés par le barbier du roi Neptune.

### En avion
Certaines compagnies aériennes offrent un diplôme à ceux qui passent la ligne pour la première fois[réf. souhaitée].